# Serica abdita
Serica abdita är en skalbaggsart som beskrevs av Dawson 1921. Serica abdita ingår i släktet Serica och familjen Melolonthidae. Inga underarter finns listade i Catalogue of Life.